# Lopez Jaena
Lopez Jaena ist eine philippinische Stadtgemeinde in der Provinz Misamis Occidental. Sie hat 25.055 Einwohner (Zensus 1. August 2015).

## Baranggays
Lopez Jaena ist politisch in 28 Baranggays unterteilt.
| - Alegria - Bagong Silang - Biasong - Bonifacio - Burgos - Dalacon - Dampalan - Estante - Hasa-an - Katipa - Luzaran - Macalibre Alto - Macalibre Bajo - Mahayahay | - Manguehan - Mansabay Bajo - Molatuhan Alto - Molatuhan Bajo - Peniel - Eastern Poblacion - Puntod - Rizal - Sibugon - Sibula - Don Andres Soriano - Mabas - Mansabay Alto - Western Poblacion |